# Ansteckende Hornhaut- und Bindehautentzündung der Rinder
Die Ansteckende Hornhaut- und Bindehautentzündung der Rinder (Infektiöse bovine Keratokonjunktivitis, Weidekeratitis, Pink eye, Seuchenhafte Keratokonjunktivitis der Rinder) ist eine Infektionskrankheit bei Rindern und wird durch das Bakterium Moraxella subgenus Moraxella bovis verursacht, das zur Gattung Moraxella aus der Familie Moraxellaceae aus der Ordnung Pseudomonadales gehört.

## Ätiologie und Epidemiologie
M. (M.) bovis kommt natürlicherweise auf den Schleimhäuten des oberen Respirationstrakts und den Bindehäuten von Rindern vor. Mykoplasmen, Chlamydien und eventuell auch Viren wirken als Wegbereiter für M. (M.) bovis. Darüber hinaus wirken UV-Strahlen, Staub und Fliegen begünstigend.

## Klinik
Empfänglich sind alle Altersgruppen, am häufigsten jedoch Kälber und Jungrinder. Die Krankheit kommt vor allem bei Weidehaltung vor.
Die ersten Symptome sind Tränenfluss, Bindehautentzündung mit Lichtscheue und Lidkrampf. Später weitet es sich aus und es kommt zu Hornhautverletzungen, die mit Hornhautentzündung und -ödem beginnen und sich später zur eitrigen Hornhaut- und Bindehautentzündung mit Geschwürbildung und Perforation der Hornhaut auswachsen.
Kommen noch Sekundärinfektionen dazu, kommt es schlimmstenfalls zur eitrigen Entzündung des ganzen Auges.
Die Gefäßbildung über die verletzte Hornhaut erscheint wie ein rötlicher Ring, daher der englische Name pink eye.
Meistens tritt Selbstheilung ein, manchmal jedoch auch Erblindung.

## Diagnostik
Die Probe wird mit einem Wattetupfer oder Glasstab aus dem Bindehautsack entnommen und gleich auf einem Agar ausgestrichen. Nach 24 Stunden kann man die Kolonien auswerten.

## Therapie
Gegen M. (M.) bovis wirken Penicillin, Tetracyclin, Streptomycin und Sulfonamide. Die Medikamente können lokal oder parenteral appliziert werden. Eine Fliegenbekämpfung ist anzuraten. Man kann auch bestandspezifische Impfstoffe anfertigen lassen.